# Абу аль-Муин ан-Насафи
Абу аль-Муин ан-Насафи (араб. أبو المعين النسفي‎; 1027-1115) — главный среднеазиатский ханафитский богослов матуридской школы суннитского ислама после имама Абу Мансура аль-Матуриди. Предоставил довольно подробный отчет о среднеазиатских предшественниках аль-Матуриди.

## Биография
Его звали Абу аль-Маин Маймун ибн Мухаммад ибн Мухаммад ибн Мутамад ибн Мухаммад ибн Мак-хул ибн аль-Фадль ан-Насафи аль-Мак-хули.
Он родился в Насафе (современный Карши) около 438 года хиджры (1046 н. э.) и умер в том же городе в 508 году хиджры (1115 год н. э.). Было сказано, что его рождение было в 418 году хиджры (1027 год н.э.) - согласно Хайр ад-Дину аз-Заркали и Умару Ризо Каххолу. В то время как Кутлувбуга говорит, что это было в 438 год хиджры (1046 год н.э.), исходя из того, что ему был семьдесят лет на момент смерти в 508 году  хиджры (1115 год н.э.).
В классических источниках нет сведений о его жизни, но он жил в эпоху, когда мусульманское богословие достигло своего расцвета, и внес свой вклад в это развитие.
Он родился в интеллигентной семье. Его предки пользовались уважением общества как великие знатоки науки «фикх». Его прадед, Махул Насафи, был учеником имама аль-Матуриди, а его дед, Мутамид ибн Махул Насафи, был известен как теолог, ханафитский юрист (факих) и мистик (суфий), о котором сообщалось, что он написал ряд произведений. Начальное образование получил от отца и деда.

## Калам
Абу аль-Муин ан-Насафи был одним из видных представителей «калама», науки акыды, и сыграл важную роль в широком распространении учения Матуридийа, основанного Абу Мансуром аль-Матуриди.
Некоторые из его популярных учеников:
- Наджм ад-Дин Умар ан-Насафи (ум. 537/1142), автор "аль-Акаид ан-Насафийя" (араб. العقائد النسفية‎)[10]
- Ала ад-Дин Самарканди (ум. 539/1144), автор "Тухфат аль-Фукаха" (араб. تحفة الفقهاء‎)[11]
- Ала ад-Дин аль-Касани (ум. 578/1191), автор "Бадаи ас-Санаи" ( араб. بدائع الصنائع‎)
- Садр аль-Аимма Абу аль-Маали Ахмад ибн Мухаммед ибн Мухаммед ибн аль-Хусейн аль-Баздави (ум. 542/1147)

Иногда предполагают, что Абу аль-Тана аль-Ламиши был его учеником, хотя точно это неизвестно. 

## Книги
Он написал много работ, направленных на разъяснение неправильных представлений об исламе, борьбу с религиозным фанатизмом.  Вот некоторые из его популярных и широко признанных работ:
- Табсират аль-Адиллах (Инструктирование доказательств); считается второй крупной работой в учебной программе Матуриди после «Китаб ат-Таухид» имама аль-Матуриди.
- Ат-Тамхид ли-Каваид ат-Таухид (Введение в принципы монотеизма); является кратким изложением Табсират аль-Адилла (Инструктирование доказательств).
- Бахр аль-Калам фи Ильм ат-Таухид (Океан дискуссий о науке монотеизма); является одним из основных источников науки «калам» в матуридизме.

## Смерть
Широко признано, что он умер в 508 год хиджры (1114 или 1115 год н.э.).
Его мавзолей, расположенный в селе Ковчин Каршинского района, является одним из древних мест паломничества.
Президент Шавкат Мирзиёев в ходе визита в Кашкадарьинскую область 24–25 февраля 2017 года дал рекомендации по благоустройству его мавзолея, созданию необходимых условий для посетителей, организации библиотеки и перевода его произведений.

## Смотрите также
- Абу Ханифа

## Рекомендации
1. 1 2  الزركلي خ. ا. الأعلام (араб.): قاموس تراجم لأشهر الرجال والنساء من العرب والمستعربين والمستشرقين — 15 — بيروت: دار العلم للملايين, 2002. — Т. 7. — С. 341.
2. ↑  Bernard G. Weiss. Studies in Islamic Legal Theory. — Brill Publishers, 2002. — P. 237. — ISBN 9789004120662.
3. 1 2 3 4  Oliver Leaman. The Biographical Encyclopedia of Islamic Philosophy. — Bloomsbury Publishing, 2015. — P. 367. — ISBN 9781472569455.
4. ↑  Sabine Schmidtke. The Oxford Handbook of Islamic Theology. — Oxford University Press, 2016. — P. 291. — ISBN 9780199696703.
5. ↑  Abu'l-Mu'in al-Nasafi's understanding of iman and takfir. Academicresearch.net. Дата обращения: 27 марта 2023. Архивировано из оригинала 28 марта 2019 года.
6. 1 2 3  Bahr al-Kalam fi 'ilm al-Tawhid (بَحْرُ الكَلَام في علم التوحيد) by Imam Abi al-Ma'in al-Nasafi. Looh Press; Islamic & African Studies. Дата обращения: 27 марта 2023. Архивировано из оригинала 5 мая 2019 года.
7. 1 2 3  President Shavkat Mirziyoyev got acquainted with creative work carried out in Abul-Muin an-Nasafi mausoleum. Embassy of Uzbekistan in India. Дата обращения: 27 марта 2023. Архивировано 27 марта 2023 года.
8. 1 2  President Shavkat Mirziyoyev got acquainted with creative work carried out in Abul-Muin an-Nasafi mausoleum. Uza.uz. Дата обращения: 27 марта 2023. Архивировано 11 августа 2018 года.
9. 1 2 3  President Shavkat Mirziyoyev visits mausoleum of Abu Mouin Nasafi. UzDaily. Дата обращения: 27 марта 2023. Архивировано 27 марта 2023 года.
10. ↑  Sohaira Siddiqui. Locating the Sharia: Legal Fluidity in Theory, History and Practice. — Brill Publishers, 2019. — P. 99. — ISBN 9789004391710.
11. ↑  Bernard G. Weiss. Studies in Islamic Legal Theory. — Brill Publishers, 2002. — P. 238. — ISBN 9789004120662.
12. ↑  Kitab Fi Usul al-Fiqh by Imam Abu 'l-Thana' Mahmud ibn Zayd al-Lamishi. at-Tahawi.com – Muslim Bibliophilia. Дата обращения: 27 марта 2023. Архивировано 27 марта 2023 года.
13. ↑  Ulrich Rudolph. Al-Maturidi and the Development of Sunni Theology in Samarqand. — Brill Publishers, 2014. — P. 249. — ISBN 9789004261846.

## Внешние ссылки
- Президент Шавкат Мирзиёев посетил мавзолей Абу Муина Насафи